# Estació de Pont de Neuilly
L'estació de Pont de Neuilly és una estació de la línia 1 del metro de París, situada a la localitat de Neuilly-sur-Seine. Deu el seu nom al Pont de Neuilly, situat a la localitat que serveix.
Va ser el tèrminus occidental de la línia 1 entre el 1937 i el 1992, quan es va inaugurar l'extensió cap a l'oest fins a la Défense. A sobre de l'estació hi ha una esplanada des de la qual es pot veure l'àrea de la Défense.